# YJ Stinger
Stacker 2 YJ Stinger é uma bebida energética manufaturada pela NVE Pharmaceuticals. Ela está disponível em quatro sabores: Enraged Raspberry, Sinful Citrus, Pounding Punch e Chronic Cola. A empresa se tornou notável através da propaganda "Feel the sting", com participação especial do wrestler John Cena e de outros membros da WWE, como Triple H.